# Городской сад (Одесса)
Городской (Лассаля, Дерибаса) сад (укр. Міський сад) — парк, расположенный в центре города Одесса, на улице Дерибасовской. Старейший общественный парк в городе.
Сад был разбит Феликсом Де Рибасом (брат основателя Одессы Иосифа Де Рибаса) в 1803 году на ему принадлежащем участке городской земли прямо в центре молодого города. Из-за того, что для поддержания сада в порядке и ухода за растениями у Феликса не хватало средств, он принял решение подарить сад городу — это произошло 10 ноября 1806 года. Участок земли и находящийся на нём молодые насаждения были переданы в городскую собственность безвозмездно.

## Достопримечательности
В саду расположены Летний театр городской филармонии (1949, архитектор Р. А. Владимирская), музыкальный павильон-ротонда (1943, архитектор А. А. Генцлер), ряд скульптурных композиций и памятников.

## Реконструкция 2007 года
Горсад отреставрирован и открыт после реконструкции 9 мая 2007 года. На территории сада открыта новая ротонда и музыкальный фонтан, отремонтированы фасады, проведена замена всех коммуникаций, построена новая подстанция, установлено оборудование для автоматического полива.
Работы по восстановлению и обновлению фонтана и установки компьютеризированной системы полива в отреставрированном Городском саду по заказу Одесского горсовета вела компания «Гидромонтаж».
Система полива включает в себя 253 распылителя воды, которые в 2 часа ночи выдвигаются из-под земли и в течение нескольких часов осуществляют полив клумб по специально разработанной схеме.
Главным своим достижением специалисты Гидромонтажа считают воссоздание центральной чаши именно такой, какой она была 200 лет назад, когда 10 ноября 1806 года сад был передан Дерибасом в дар городу. Сохранён и отреставрирован оригинальный карарский мрамор чаши.
Внутри исторического металлического ограждения фонтана вместо отслужившей свой век внешней чаши из ракушняка сделана современная облицованная мрамором железобетонная чаша.
Компьютеризированный командный пункт фонтана находится под землёй. Фонтан в Одесском городском саду фактически состоит из 2-х разных фонтанов. 13 струй одного бьют днём, второй — свето-музыкальный работает с 21:00 до 23:30.
Ежеминутно из 12 форсунок-насадок фонтана изливается более 2-х с половиной тонн воды, подаваемой в цикле. Установлена сложная система фильтрации, поэтому вода всегда будет оставаться прозрачной.

## Летний Театр
Летний Театр является частью Городского сада, сквера-памятника садово-паркового искусства, в соответствии с Приказом Министерства культуры и туризма Украины от 20 июня 2008 № 728 / 0 / 16-08, и находится под охранной государства.
С конца 90-х годов Летний фактически не использовался, поскольку был закрыт до 2017 года когда произошли события, ставшие началом восстановления Летнего театра как свободного от коммерции садово-паркового пространства для одесситов и гостей города. История берет начало с выдачи ГАСК Архивная копия от 2 сентября 2021 на Wayback Machineом совместному предприятию «Солинг» разрешения на строительство на территории памятника садово-паркового искусства многоэтажного торгово-развлекательного комплекса. Этот факт получил большой общественный резонанс и стал началом акций протеста на которые вышли горожане. А 18 ноября 2017 г., произошли события, вошедшие в историю Одессы под названием «Штурм Летнего театра»: националистические организации Одессы и её жители в ходе силового противостояния с полицией все же открыли ворота Летнего театра и зашли на его территорию, а на следующий день собрались на уборку этого пространства.
С тех пор и до сих пор одесситы убирают, ремонтируют и восстанавливают Летний Театр и проводят там благотворительные, некоммерческие и неполитические мероприятия. Согласно закону, Летний пока не является коммунальной собственностью и в данный момент идёт несколько судебных процессов для лишения застройщика права проводить здесь строительные работы, так как они запрещены законодательством Украины. Сейчас идет работа нескольких общественных групп которые создают проекты Летнего театра. Согласно проведенным социологическим опросам, одесситы хотят видеть эту часть Городского сада свободной, некомерциализованой, неполитизированной, зелёной зоной: парком или садом.

## Галерея

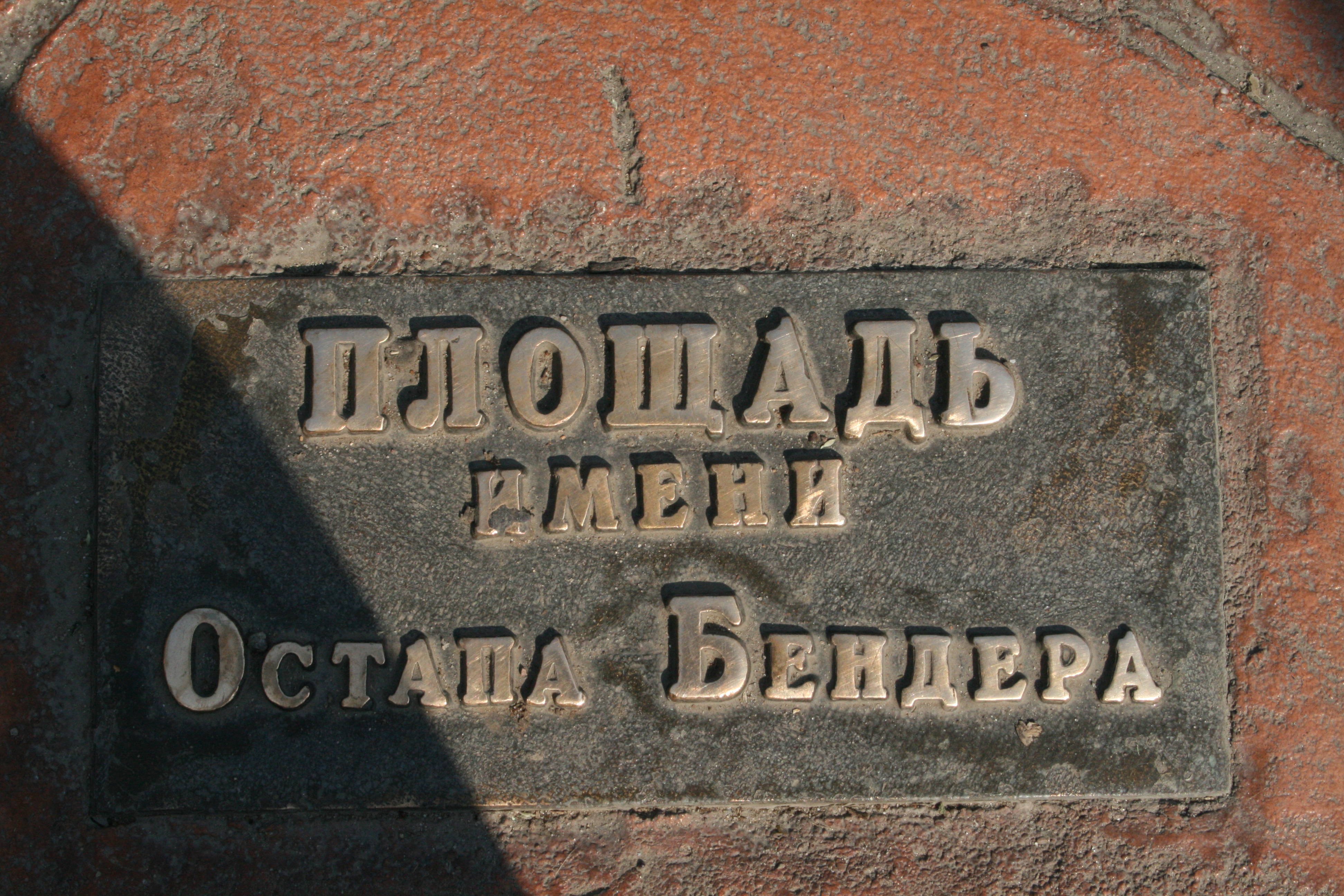
Площадь имени Остапа Бендера
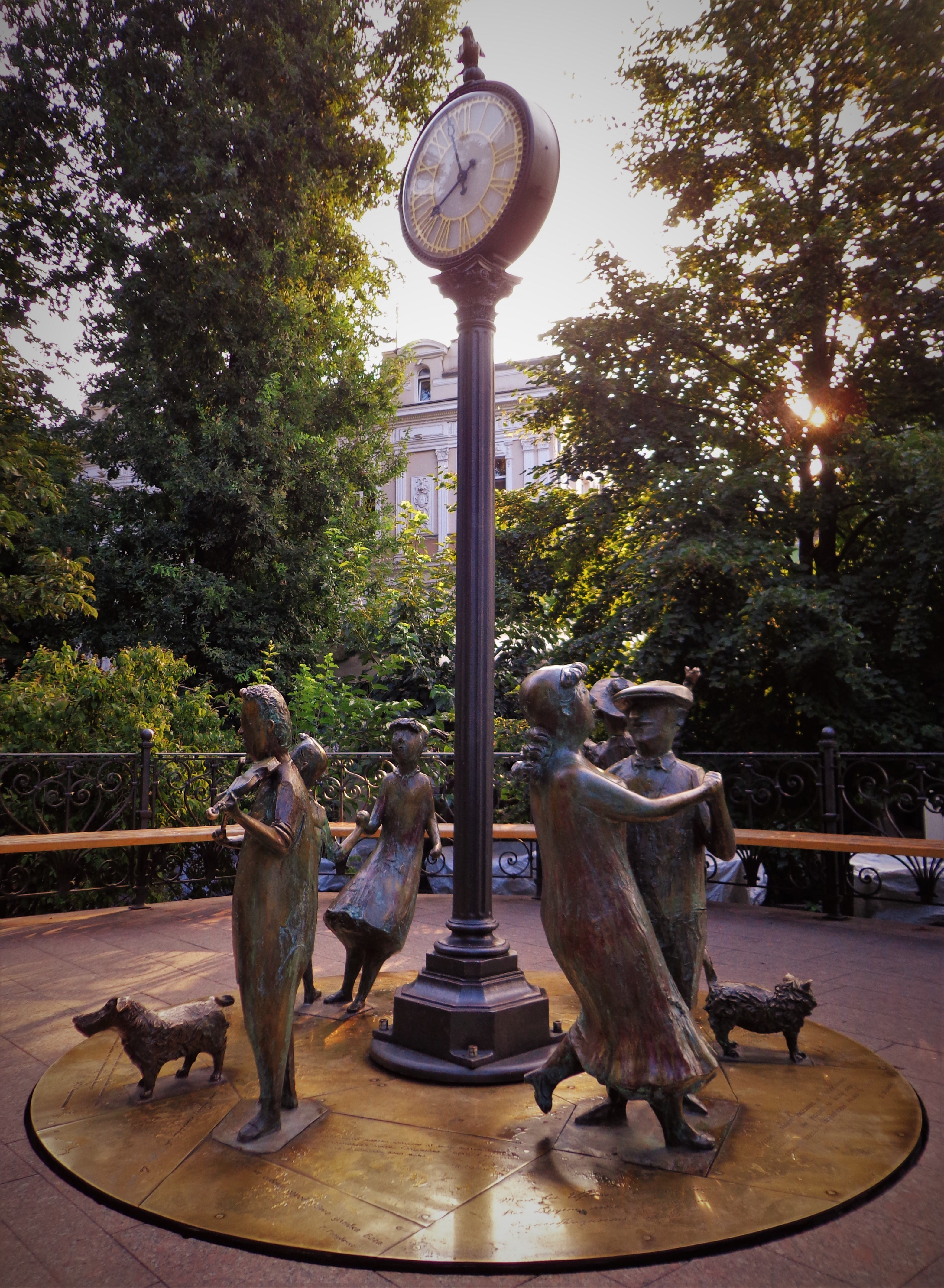
Часы
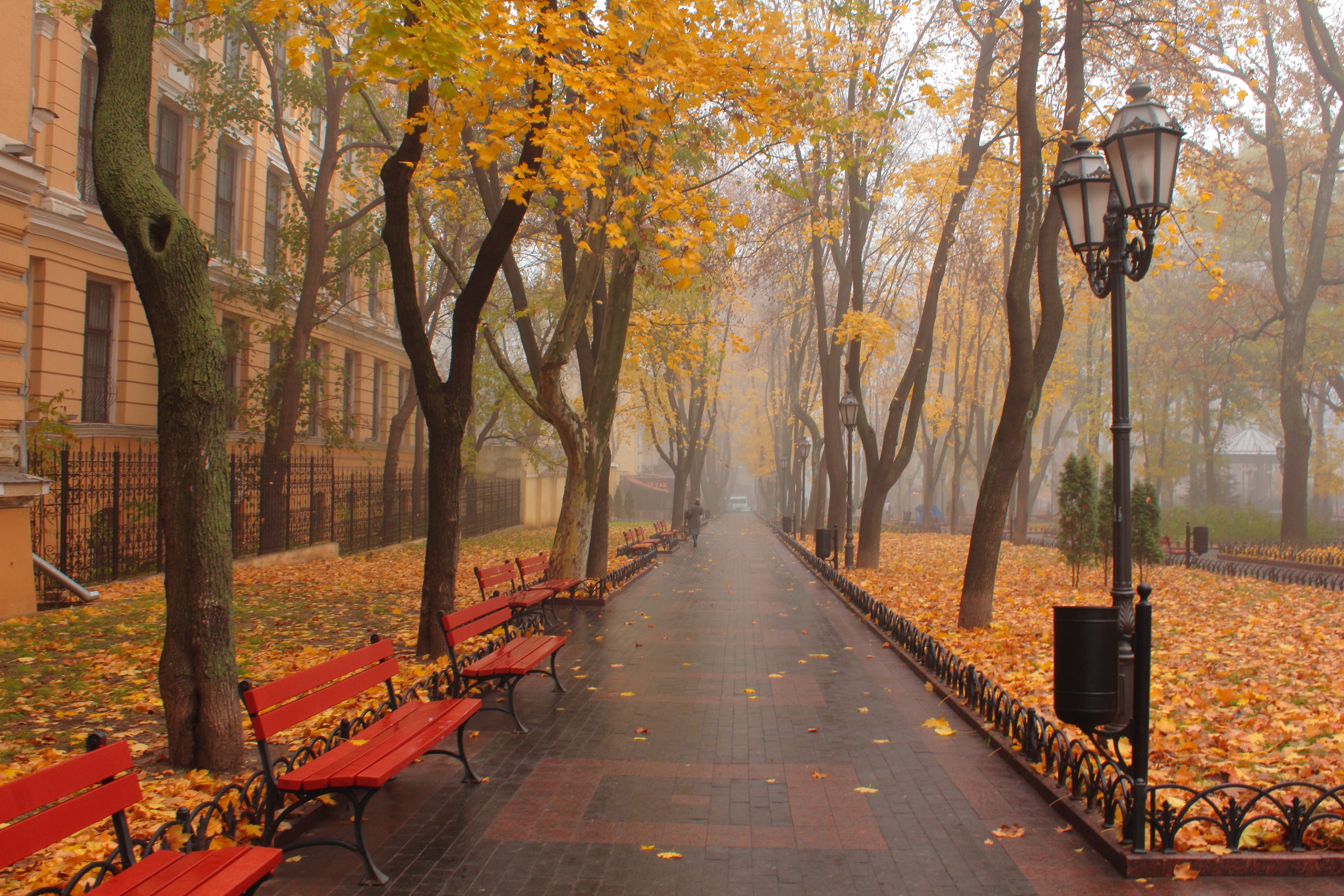
Осень в Городском саду
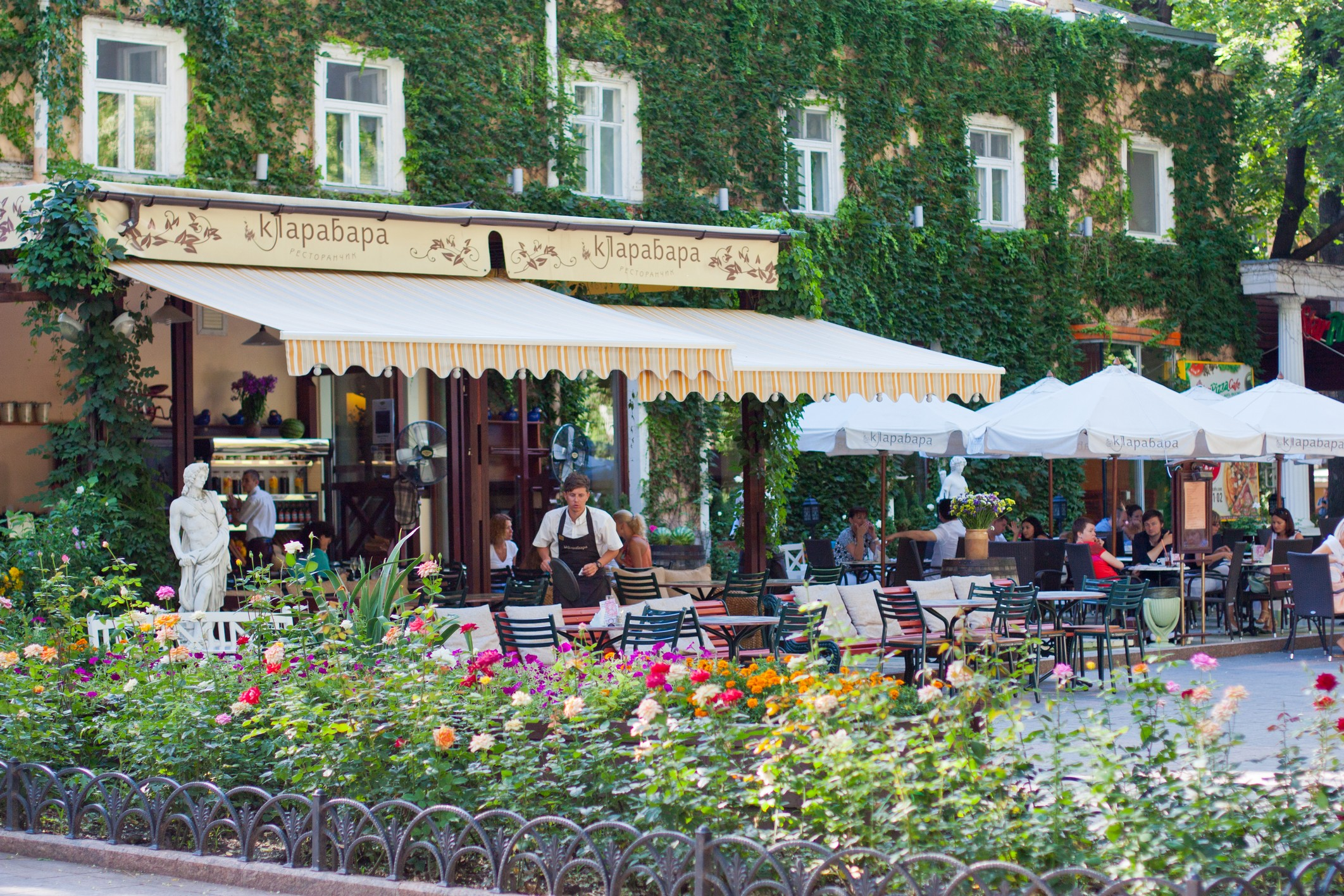
Весна в Городском саду
Памятник Леониду Утёсову